# 密陽市

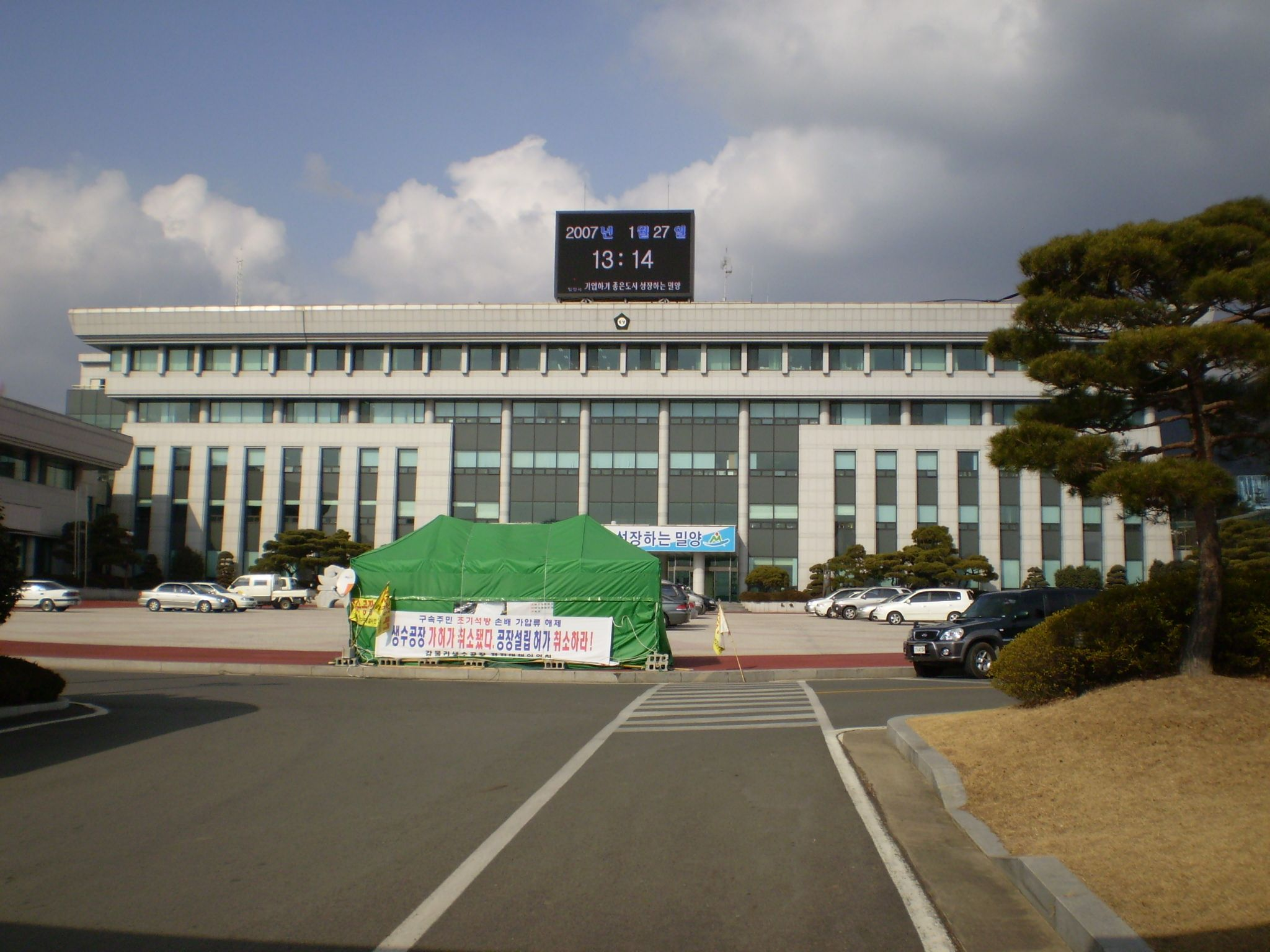
密陽市庁

密陽市（ミリャンし/みつようし）は、大韓民国慶尚南道の東部にある市で北部を慶尚北道や蔚山広域市と接している。密陽アリランの発祥地。

## 歴史

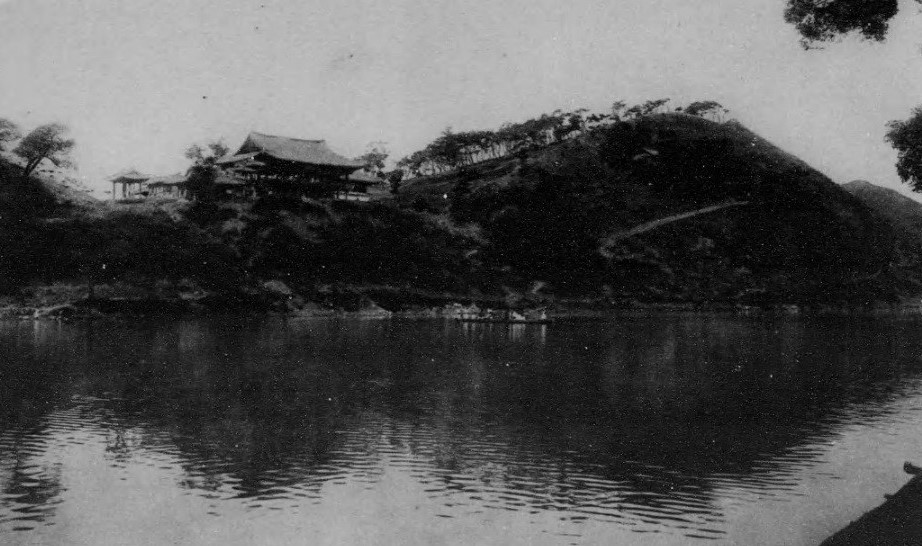
嶺南楼

### 密陽市
- 1989年1月1日 - 密陽郡密陽邑が密陽市に昇格。[2]
- 1995年1月1日 - 密陽市・密陽郡が合併し、改めて密陽市が発足。[3]（2邑9面）

### 密陽郡
- 1285年 - 密性郡に昇格。
- 1390年 - 密陽府に昇格。
- 1911年 - 慶尚北道清道郡外西面を編入して清道面に改称。
- 1914年4月1日 - 郡面併合により、金海郡生林面の一部が密陽郡に編入。密陽郡に以下の面が成立。[4][5]（13面）
  - 府内面・府北面・上東面・穿火山内面・穿火山外面・丹場面・下東面・上南面・下南面・上西初同面・上西二同面・下西面・清道面

| 朝鮮総督府令第111号 |            | |
| 旧行政区画 | 新行政区画 | 新行政区画 |
| 密陽郡府内面활룡리 일부/(단장면)덕양리、활룡리 일부/동부리 일부/교동리 일부、가곡리/동부리 일부、남포리 일부、남부리 일부/노하리 일부、서부리/남부리 일부/동부리 일부/노상리 일부/노하리 일부/교동리 일부、노상리 일부/노하리 일부/교동리 일부/(부북면)운전리 일부/감천리 일부/용지리 일부、교동리 일부 | 府内面     | 활성리、용평리、가곡동、남포리、삼문리、내일동、내이동、교동리                                                                     |
| 密陽郡府北面전사포리、제대리、후사포리、감천리 일부、오례리、덕곡리、청운리/운전리 일부、가산리、대항리、퇴로리、월산리、위천리/내위리、무연리/춘화리 일부、춘화리 일부/운전리 일부、운전리 일부、용지리 일부 | 府北面     | 전사포리、제대리、후사포리、감천리、오례리、덕곡리、청운리、가산리、대항리、퇴로리、월산리、위천리、무연리、춘화리、운전리、용지리 |
| 密陽郡上東面옥산리、고정리/(경상북도 청도군 하남면)용운동、매지리 일부、신곡리、도곡리、금산리、가곡리、안인리 | 상동면     | 옥산리、고정리、매화리、신곡리、도곡리、금산리、가곡리、안인리                                                                     |
| 密陽郡穿火山外面희곡리、금곡리、죽동리/죽서리 일부/금천리 일부、금천리 일부/죽서리 일부、엄광리/남기리 일부、남기리 일부 | 穿火山外面 | 희곡리、금곡리、다죽리、금천리、엄광리、남기리                                                                                     |
| 密陽郡穿火山内面용전리 일부、임고리 일부、송백리 일부/임고리 일부、봉의리 일부/용전리 일부、가인리 일부/봉의리 일부、원서리、삼장리、남명리 | 穿火山内面 | 용전리、임고리、송백리、봉의리、가인리、원서리、삼장리、남명리                                                                     |
| 密陽郡丹場面대룡리 일부/사연리 일부、사연리 일부/대룡리 일부、무릉리/국전리 일부/대룡리 일부、국전리 일부、범도리/고례리 일부、고례리 일부/구천리 일부/(양산군 하서면)중선리 일부、구천리 일부、단장리、미촌리/안법리 일부、안법리 일부、법흥리/안법리 일부、감물리 | 丹場面     | 대룡리、사연리、무릉리、국전리、범도리、고례리、구천리、단장리、미촌리、안법리、법흥리、감물리                                     |
| 密陽郡上南面예림리/운내리/(부내면)가곡리 일부/남포리 일부、지산리/우곡리、평촌리/숭진리 일부/(하동면)용성리 일부、이연리/금룡리、마산리/세천리 일부、동산리/세천리 일부、남산리、외산리、조음리 | 上南面     | 예림리、지산리、평촌리、연금리、마산리、동산리、남산리、외산리、조음리                                                             |
| 密陽郡下東面임천리 일부/숭진리 일부、숭진리 일부/학금리 일부、학금리 일부/숭진리 일부/임천리 일부、용성리 일부/숭진리 일부/임천리 일부、우곡리 일부、우곡리 일부/미전리 일부、미전리 일부/삼랑리 일부、송지리/율동리 일부/검세리 일부/미전리 일부/(김해군 생림면)도요리 일부、검세리 일부/안대리 일부、행곡리 일부/(양산군 하서면)내포동 일부、율동리 일부/우곡리 일부、삼랑리 일부                                       | 下東面     | 임천리、숭진리、청학리、용성리、우곡리、용전리、미전리、송지리、검세리、안대리、행곡리、율동리、삼랑리                             |
| 密陽郡下南面명례리 일부、백산리 일부/명례리 일부、수산리 일부/백산리 일부、파서리/백산리 일부、남전리、대사리 일부、귀명리/(상서초동면)금포리 일부、양동리/대사리 일부/수산리 일부 | 下南面     | 명례리、백산리、수산리、파서리、남전리、대사리、귀명리、양동리                                                                     |
| 密陽郡上西二同面서가정리/다례리、고라리、웅동리、중산리 일부、덕암리/중산리 일부、모로리、연상리、성덕리/(영산군 부곡면)수다리 일부 | 上西二同面 | 가례리、고라리、웅동리、중산리、덕암리、모로리、연상리、성덕리                                                                     |
| 密陽郡上西初同面와지리/봉황리、신월리 일부/신기리 일부/범평리 일부、덕산리/송림리/신월리 일부、범평리 일부/오방리 일부、오방리 일부/범평리 일부、명성리 일부/오방리 일부/대곡리 일부/범평리 일부、대곡리 일부/반월리 일부/명성리 일부/검암리 일부、반월리 일부/대곡리 일부、검암리 일부/서호리 일부/성만리 일부、금포리 일부/검암리 일부/성만리 일부、구연리/신기리 일부/성만리 일부、서호리 일부/신기리 일부/신월리 일부 | 上西初同面 | 봉황리、신월리、덕산리、범평리、오방리、명성리、대곡리、반월리、검암리、금포리、성만리、신호리                                     |
| 密陽郡下西面무안리/부로리、신법리、삼대리、화봉리、죽월리、판곡리、마흘리、운정리、정곡리、양효리、내진리 일부、내진리 일부/덕법리 일부/(청도면)동산동、덕법리 일부/(청도면)소고동 일부/인산동 일부、사지리/덕법리 일부/(청도면)소고동 일부 | 下西面     | 무안리、신법리、삼대리、화봉리、죽월리、판곡리、마흘리、운정리、정곡리、양효리、내진리、동산리                                     |
| 密陽郡下西面무안리/부로리、신법리、삼대리、화봉리、죽월리、판곡리、마흘리、운정리、정곡리、양효리、내진리 일부、내진리 일부/덕법리 일부/(청도면)동산동、덕법리 일부/(청도면)소고동 일부/인산동 일부、사지리/덕법리 일부/(청도면)소고동 일부 | 清道面     | 고법리、사고리 |
| 密陽郡清道面인산동 일부、조천동、두곡동、소태동、구좌동/(하서면)근기리 | 清道面     | 인산리、조천리、두곡리、소태리、구기리                                                                                             |

- 1918年（13面）
  - 府内面が密陽面に改称。
  - 穿火山内面が山内面に改称。
  - 穿火山外面が山外面に改称。
  - 上西初同面が初同面に改称。
  - 上西二同面が二同面に改称。
- 1928年4月1日 - 下東面が三浪津面に改称。[6]（13面）
- 1931年4月1日 - 密陽面が密陽邑に昇格。[7]（1邑12面）
- 1933年1月1日 - 二同面・下西面が合併して武安面が発足。[8]（1邑11面）
- 1963年1月1日 - 三浪津面が三浪津邑に昇格。[9]（2邑10面）
- 1966年7月15日 - 三浪津邑林泉出張所を設置。[10]
- 1973年7月1日 - 下南面が下南邑に昇格。[11]（3邑9面）
- 1989年1月1日 - 密陽邑が密陽市に昇格、市・郡を分離。[2]（2邑9面）
- 1995年1月1日 - 密陽郡が密陽市と合併し、改めて密陽市が発足。密陽郡消滅。[3]

## 行政

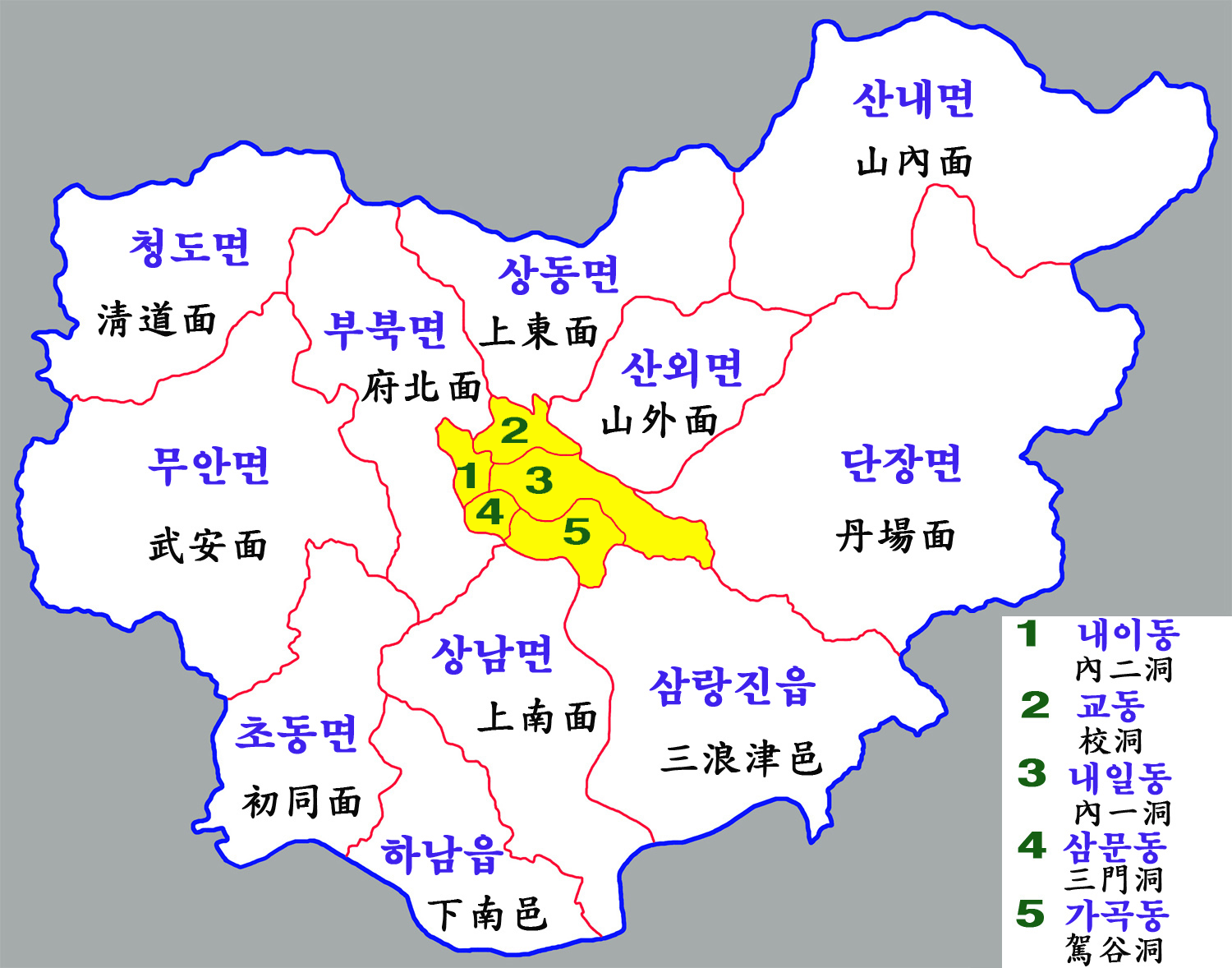
行政区域図

### 行政区域
| 行政洞・邑・面 | 法定洞・法定里 |
| -------------- | --- |
| 内一洞         | 内一洞、龍平洞、活城洞 |
| 内二洞         | 内二洞、三門洞 |
| 校洞           | 校洞 |
| 三門洞         | 三門洞 |
| 駕谷洞         | 駕谷洞、南浦洞 |
| 三浪津邑       | 松旨里、倹世里、安台里、杏谷里、栗洞里、牛谷里、三浪里、美田里、龍田里、林川里、崇真里、青鶴里、龍星里                                                         |
| 下南邑         | 守山里、良洞里、明礼里、栢山里、巴西里、南田里、大司里、貴明里                                                                                                 |
| 府北面         | 雲田里、前沙浦里、後沙浦里、堤大里、甘川里、五礼里、徳谷里、青雲里、佳山里、大項里、退老里、月山里、位良里、舞鳶里、春化里、龍池里                             |
| 上東面         | 玉山里、道谷里、金山里、新谷里、安仁里、高亭里、梅花里、佳谷里                                                                                                 |
| 山内面         | 臨皐里、三陽里、南明里、佳仁里、鳳儀里、松栢里、龍田里、院西里                                                                                                 |
| 山外面         | 希谷里、厳光里、茶竹里、南沂里、金谷里、琴川里 |
| 丹場面         | 安法里、美村里、丹場里、九川里、菊田里、泗淵里、台龍里、甘勿里、古礼里、武陵里、泛棹里、法興里                                                                 |
| 上南面         | 平村里、外山里、馬山里、南山里、岐山里、淵今里、礼林里、棗音里、東山里                                                                                         |
| 初同面         | 倹岩里、徳山里、半月里、星万里、新湖里、五方里、新月里、鳳凰里、明星里、金浦里、大谷里、帆平里                                                                 |
| 武安面         | 華封里、板谷里、竹月里、鼎谷里、雲汀里、熊洞里、銅山里、馬屹里、慕老里、武安里、三台里、城徳里、新法里、良孝里、佳礼里、古羅里、来進里、徳岩里、淵上里、中山里 |
| 清道面         | 古法里、小台里、九奇里、仁山里、槽川里、要古里、杜谷里 |

### 警察
- 密陽警察署（上南面にある）

### 消防
- 密陽消防署

## 気候
- 最高気温極値39.4℃（1994年7月20日）
- 最低気温極値-15.8℃（1990年1月26日）

| 密陽市の気候                                                | 密陽市の気候 | 密陽市の気候 | 密陽市の気候 | 密陽市の気候 | 密陽市の気候  | 密陽市の気候  | 密陽市の気候   | 密陽市の気候  | 密陽市の気候  | 密陽市の気候 | 密陽市の気候 | 密陽市の気候 | 密陽市の気候     |
| 月                                                          | 1月          | 2月          | 3月          | 4月          | 5月           | 6月           | 7月            | 8月           | 9月           | 10月         | 11月         | 12月         | 年               |
| ----------------------------------------------------------- | ------------ | ------------ | ------------ | ------------ | ------------- | ------------- | -------------- | ------------- | ------------- | ------------ | ------------ | ------------ | ---------------- |
| 最高気温記録 °C （°F）                                      | 18.1 (64.6)  | 23.7 (74.7)  | 26.2 (79.2)  | 31.1 (88)    | 36.6 (97.9)   | 36.1 (97)     | 39.4 (102.9)   | 39.0 (102.2)  | 35.9 (96.6)   | 30.8 (87.4)  | 26.1 (79)    | 19.9 (67.8)  | 39.4 (102.9)     |
| 平均最高気温 °C （°F）                                      | 7.4 (45.3)   | 9.9 (49.8)   | 14.7 (58.5)  | 20.7 (69.3)  | 25.5 (77.9)   | 28.3 (82.9)   | 30.4 (86.7)    | 31.3 (88.3)   | 27.4 (81.3)   | 22.6 (72.7)  | 15.9 (60.6)  | 9.3 (48.7)   | 20.3 (68.5)      |
| 日平均気温 °C （°F）                                        | 0.5 (32.9)   | 2.8 (37)     | 7.7 (45.9)   | 13.2 (55.8)  | 18.3 (64.9)   | 22.3 (72.1)   | 25.6 (78.1)    | 26.1 (79)     | 21.5 (70.7)   | 15.2 (59.4)  | 8.4 (47.1)   | 2.1 (35.8)   | 13.6 (56.5)      |
| 平均最低気温 °C （°F）                                      | −5.4 (22.3)  | −3.6 (25.5)  | 0.9 (33.6)   | 6.0 (42.8)   | 11.6 (52.9)   | 17.3 (63.1)   | 21.8 (71.2)    | 22.0 (71.6)   | 16.6 (61.9)   | 9.0 (48.2)   | 2.1 (35.8)   | −3.6 (25.5)  | 7.9 (46.2)       |
| 最低気温記録 °C （°F）                                      | −15.8 (3.6)  | −15.6 (3.9)  | −10.4 (13.3) | −3.9 (25)    | 1.0 (33.8)    | 7.4 (45.3)    | 13.4 (56.1)    | 12.9 (55.2)   | 5.3 (41.5)    | −2.7 (27.1)  | −8.1 (17.4)  | −14.5 (5.9)  | −15.8 (3.6)      |
| 降水量 mm （inch）                                          | 21.2 (0.835) | 33.0 (1.299) | 59.0 (2.323) | 90.5 (3.563) | 106.7 (4.201) | 155.9 (6.138) | 259.3 (10.209) | 240.6 (9.472) | 144.4 (5.685) | 53.3 (2.098) | 40.1 (1.579) | 22.6 (0.89)  | 1,226.6 (48.291) |
| 平均降水日数 （≥0.1 mm）                                    | 3.9          | 4.7          | 6.8          | 8.2          | 8.6           | 9.5           | 13.5           | 12.8          | 8.7           | 4.3          | 5.1          | 4.0          | 90.1             |
| % 湿度                                                      | 58.9         | 56.7         | 58.3         | 59.7         | 64.0          | 69.5          | 77.3           | 76.7          | 74.7          | 71.1         | 68.0         | 61.8         | 66.4             |
| 平均月間日照時間                                            | 188.0        | 184.6        | 208.2        | 214.2        | 225.9         | 175.5         | 151.5          | 172.7         | 160.6         | 197.4        | 174.4        | 183.9        | 2,236.9          |
| 出典：韓国気象庁 (平均値：1991年-2020年、極値：1973年-現在) |              |              |              |              |               |               |                |               |               |              |              |              |                  |

## 交通

### バスターミナル
密陽市外バスターミナル

### 鉄道
韓国鉄道公社（KORAIL）
- 京釜線
  - 上東駅 - 密陽駅 - （美田信号所） - 三浪津駅
- 慶全線
  - 三浪津駅 - 洛東江駅
- 美田線
  - 美田駅 - 洛東江駅

### 高速道路
- 大邱-釜山高速道路
  - 三浪津インターチェンジ - 南密陽インターチェンジ - 密陽インターチェンジ

### 国道
- 国道24号線
- 国道25号線
- 国道58号線

#### 地方道・国家支援地方道
- 地方道1008号線
- 地方道1022号線
- 地方道1051号線
- 地方道1077号線
- 地方道1080号線
- 国支道30号線

## 教育

### 大学
- 釜山大学校密陽キャンパス

### 高等学校
- 密陽高等学校（公立）
- 密陽女子高等学校（公立）
- 密陽電子高等学校（公立）
- 密城高等学校
- 密城第一高等学校
- 密陽東明高等学校
- 三浪津高等学校
- 世宗高等学校

### 図書館
- 密陽図書館（三浪津邑にある）
- 下南図書館（下南邑にある）
- 密陽市立図書館

## 観光

### 観光地
- 氷谷（山内面）
- 表忠碑（武安面）
- 密陽嶺南樓（市内）
- 表忠寺（山内面）
- 加智山（蔚山、清道郡境-嶺南アルプスの最高峰）
- ミリボル民俗博物館

### 祭り
- 密陽アリラン大祭り
- 密陽ナツメ祭り

### 食べ物・特産物
- テジクッパ
- 唐辛子
- 氷谷リンゴ
- 密陽ナツメ

## 出身者
- HEECHAN、アイドル、ミュージシャン（DKB）
- 金元鳳
- 泗溟大師

## 姉妹都市
- 南原市（全羅北道）
- 滋賀県近江八幡市（日本）
- 島根県安来市（同上）
- ニュージャージー州バーゲン郡ニュー・ミルフォード（アメリカ合衆国）dsfsdf